# Goodbye to the Island
Goodbye to the Island — четвертый студийный альбом валлийской певицы Бонни Тайлер, вышедший в январе 1981 года. Альбом стал её последней работой с лейблом RCA Records. Большинство песен для альбома сочинили и спродюсировали Ронни Скотт и Стив Вольф.
В поддержку альбома было выпущено четыре сингла. «I Believe in Your Sweet Love» был выпущен в ноябре 1979 года. Тогда же был выпущен сингл «Siting On The Edge of the Ocean», с которым певица выиграла Международный фестиваль популярной музыки в Японии. Два последних сингла, «I’m Just a Woman» и «Goodbye To The Island» были выпущены спустя почти год после первых двух и никак не помогли продажам альбома.
Коммерчески альбом стал провальным, он имел самые слабые продажи среди всех релизов Тайлер на лейбле RCA Records, критики также сдержанно восприняли альбом.

## Список композиций
| №                   | Название                           | Автор(ы)                    | {{{extra_column}}}  | Длительность |
| ------------------- | ---------------------------------- | --------------------------- | ------------------- | ------------ |
| 1.                  | «I’m Just a Woman»                 | Ronnie Scott Steve Wolfe    | Hugh Murphy         | 5:08         |
| 2.                  | «We Danced on the Ceiling»         | Scott Wolfe                 | Murphy              | 4:58         |
| 3.                  | «Wild Love»                        | Iain Sutherland             | Murphy Scott Wolfe  | 3:51         |
| 4.                  | «The Closer You Get»               | Chris Rea                   | Murphy Scott Wolfe  | 3:51         |
| 5.                  | «Sometimes When We Touch»          | Dan Hill Barry Mann         | Murphy Scott Wolfe  | 4:19         |
| 6.                  | «Goodbye to the Island»            | Scott Wolfe                 | Murphy Scott Wolfe  | 3:13         |
| 7.                  | «Wild Side of Life»                | Arlie Carter William Warren | Murphy Scott Wolfe  | 3:46         |
| 8.                  | «A Whiter Shade of Pale»           | Gary Brooker Keith Reid     | Murphy Scott Wolfe  | 4:29         |
| 9.                  | «Sitting on the Edge of the Ocean» | Scott Wolfe                 | Murphy Scott Wolfe  | 3:19         |
| 10.                 | «I Believe in Your Sweet Love»     | Scott Wolfe                 | Murphy Scott Wolfe  | 4:22         |
| Общая длительность: | Общая длительность:                | Общая длительность:         | Общая длительность: | 42:02        |

| №   | Название                                        | Автор(ы)    | Длительность |
| --- | ----------------------------------------------- | ----------- | ------------ |
| 11. | «Come On, Give Me Lovin'»                       | Scott Wolfe | 3:21         |
| 12. | «Get Out of My Head»                            | Scott Wolfe | 4:16         |
| 13. | «I Believe in Your Sweet Love» (Single Version) | Scott Wolfe | 3:42         |

## Чарты
| Чарт (1981)         | Пиковая позиция |
| ------------------- | --------------- |
| Норвегия (VG-lista) | 38              |